# 盧維思
盧維思（英語：Michael Rowse，1948年12月21日—），英國裔香港人，退休香港公務員，前投資推廣署署長。

## 簡歷
盧維思早年取得倫敦大學經濟學學士學位，於1972年從英國來到香港，早期擔任英文教師及記者，其後在廉政公署任職。
1980年，盧維思成為政務主任，其後調任多個香港政府部門。1989年，盧維思出任資訊統籌處副處長。1990年，盧維思成為首席助理庫務司，其後升任副庫務司。
1997年，盧維思出任工商服務業推廣署署長，於1999年開始兼任旅遊事務專員。1999年初期，香港政府與美國迪士尼公司商討興建香港迪士尼樂園，盧維思當時以旅遊事務專員的身份作為香港政府的談判代表，為他帶來「米老鼠」的綽號。2000年7月，成為首任投資推廣署署長。2001年10月，盧維思宣佈放棄英國國籍，取得香港永久性居民身份證、香港特別行政區護照、回鄉證及歸化中國公民證書，成為首位入籍中国籍（香港永久居民）的外籍公務員。
2008年，盧維思退休。

## 維港巨星匯事件
2003年，香港政府為振興嚴重急性呼吸系統綜合症疫症過後疲弱的香港經濟，成立重建經濟活力小組，撥款10億港元舉辦一連串活動。小組主席是時任財政司司長唐英年，委任主辦機構美國總商會建議舉辦耗費逾1億港元的大型表演活動維港巨星匯，由投資推廣署負責協辦，可惜門票銷售情況不佳，投資推廣署被批評監管不力。
2004年9月，公務員事務局決定向投資推廣署署長盧維思展開紀律聆訊。2005年10月，盧維思被裁定失職，被罰一個月約16萬港元的薪酬，他不服及上訴。2006年1月，盧維思的上訴被香港政府駁回。2007年4月17日，盧維思決定就紀律聆訊結果申請司法覆核。2008年2月25日至7月4日的審訊其間，盧維思揭發唐英年曾經在內部會議中認為事件中無人失職，惟盧維思面臨紀律聆訊前，卻要求從內部會議紀錄中刪除自己有關的言論，被法官夏正民形容為「玩政治花招」。盧維思隨後在司法覆核中勝訴。有立法會議員認為，事件涉誠信問題，要求唐英年作交代。他其後於2009年11月3日出版《No Minister & No, Minister: The True Story of Harbour Fest》，講述維港匯事件內幕，指責年時官員卸責，當中包括唐英年等，該出版行為其後被香港政府指控盧維思被未獲得審批，屬於違規行為。

## 家庭
盧維思有兩段婚姻，與現任妻子黃麗君育有兩名子女。其妻現職公關公司主管，曾任李家超競選辦公室公關顧問。

## 榮譽
- 太平紳士

## 著作
- 《問責不問責：巨星滙的真相》(No Minister & No, Minister: The True Story of Harbour Fest)

## 註腳
1. 1 2  盧子健、何安達. . 天地圖書. 1994: 615.
2. ↑  盧維思被罰司法覆核勝訴 的存檔，存档日期2008-08-01. - 明報 2008年7月4日, 2008年8月23日 索取
3. ↑  盧維思：裁決還他清白 的存檔，存档日期2008-08-01. - 明報 2008年7月4日, 2008年8月23日 索取
4. ↑  盧維思勝訴 洗脫「失職」法官：巨星匯紀律聆訊過程不合法 的存檔，存档日期2008-08-12. - 蘋果日報 2008年7月5日, 2008年8月25日 索取
5. ↑  盧維思上訴得直成功推翻被指失職裁決 （页面存档备份，存于） - 香港電台 2008年7月4日, 2008年8月25日 索取
6. ↑  盧維思獲判勝訴 李卓人要求檢討機制 （页面存档备份，存于） - 香港電台 2008年7月4日, 2008年8月25日 索取
7. ↑  盧維思形容今次勝訴是香港法治的勝利 （页面存档备份，存于） - 香港電台 2008年7月4日, 2008年8月25日 索取
8. ↑  法庭：政府對盧維思的研訊沒有釐定舉證標準 （页面存档备份，存于） - 香港電台 2008年7月4日, 2008年8月25日 索取
9. ↑  政府不評論盧維思勝訴 （页面存档备份，存于） - 香港電台 2008年7月4日, 2008年8月25日 索取
10. ↑  盧維思成功翻案脫污名[] -  星島日報 2008年7月5日, 2008年8月25日 索取
11. ↑  盧維思稱無失職討回清白- 東方日報 2008年7月5日, 2008年8月25日 索取
12. ↑  .   [2009-11-03]. （原始内容存档于2019-11-04）.
13. ↑  . 明報. 2022年4月25日. （原始内容存档于2022）.

## 資料來源
- 盧維思擬與政府打官司[永久] 蘋果日報，2007年1月27日
- 盧維思茶敘送禮 答謝傳媒支持 （页面存档备份，存于） 明報，2006年12月9日
- 盧維思：首位入籍中國的港府“洋高官” （页面存档备份，存于） eastday.com
- 香港投資推廣署署長盧維思：“我相信香港始終會做到最好”[永久] CCTV